# Сельское поселение Заруденское
Сельское поселение Заруденское — упразднённое муниципальное образование со статусом сельского поселения в Коломенском муниципальном районе Московской области.
Административный центр — деревня Зарудня.

## История
Образовано в соответствии с законом Московской области от 15 февраля 2005 года № 43/2005-ОЗ, в его состав вошли населённые пункты Макшеевского сельского округа, а постановлением губернатора Московской области от 29 ноября 2006 года № 156-ПГ Макшеевский сельский округ был исключён из учётных данных административно-территориальных и территориальных единиц Московской области в соответствии с Законом Московской области № 109/2006-ОЗ «О внесении изменений в Закон Московской области „Об административно-территориальном устройстве Московской области“».
Упразднено вместе со всеми другими поселениями бывшего Коломенского муниципального района с 21 апреля 2017 года.

## География
Муниципальное образование расположено в восточной части района, граничит с Луховицким (на юге и востоке) и Егорьевским (на севере) муниципальными районами, Пестриковским сельским поселением (на западе) и городским округом Коломна (на западе). Площадь территории сельского поселения составляет 20 946 га

## Население
| 2006  | 2007  | 2008  | 2009  | 2010  | 2011  |
| ----- | ----- | ----- | ----- | ----- | ----- |
| 5503  | ↘5407 | ↗5444 | ↗5459 | ↗7895 | ↘7880 |
| 2012  | 2013  | 2014  | 2015  | 2016  | 2017  |
| →7880 | ↘7851 | ↘7793 | ↘7771 | ↘7694 | ↘7651 |

## Состав
В состав сельского поселения входит 22 населённых пункта .
| Название          | Тип     | Население (2006) |
| ----------------- | ------- | ---------------- |
| Афанасьево        | деревня | 24               |
| Горки             | село    | 110              |
| Городец           | село    | 255              |
| Зарудня           | деревня | 1538             |
| Комлево           | деревня | 5                |
| Макшеево          | село    | 49               |
| Маливо            | село    | 146              |
| Михеево           | деревня | 9                |
| Молодинки         | деревня | 73               |
| Мостищи           | деревня | 68               |
| Негомож           | деревня | 107              |
| Нестерово         | деревня | 29               |
| Новопокровское    | деревня | 48               |
| Октябрьское       | село    | 369              |
| Пирочи            | село    | 1468             |
| Подосинки         | деревня | 39               |
| Сельниково        | деревня | 930              |
| Сельцо-Петровское | деревня | 18               |
| Сурино            | деревня | 5                |
| Тимирёво          | деревня | 70               |
| Троицкие Озёрки   | село    | 136              |
| Угорная Слобода   | деревня | 7                |

## Местное самоуправление
Главы сельского поселения
- Ладыгина Нина Ивановна
- с сентября 2014 года - Панферова Наталья Викторовна